# Frederica de Württemberg
Ducesa Frederica de Württemberg (germană Friederike Elisabeth Amalie Auguste von Württemberg; 27 iulie 1765 – 24 noiembrie 1785) a fost fiica Ducelui Frederic al II-lea de Württemberg și a soției acestuia, Sophia Dorothea de Brandenburg-Schwedt.

## Familie
Frederica s-a născut la 27 iulie 1765 la Treptow an der Rega ca al șaptelea copil și a doua fiică a Ducelui Frederic al II-lea de Württemberg și a soției acestuia, Sophia Dorothea de Brandenburg-Schwedt.
Printre frații ei se includ: Frederic I de Württemberg, Sophie Dorothea, împărăteasă a Rusiei și  Elisabeta, Arhiducesă de Austria.
Bunicii paterni au fost Karl Alexander, Duce de Württemberg și Maria Augusta de Thurn și Taxis. Bunicii materni au fost Frederick Wilhelm de Brandenburg-Schwedt și Prințesa Sophia Dorothea a Prusiei, sora lui Frederic cel Mare.

## Căsătorie și copii
La 6 iunie 1781, Frederica s-a căsătorit cu Prințul Petru Frederic de Holstein-Gottorp. Căsătoria a fost menită să consolideze relațiile dintre Rusia și Württemberg (sora Fredericăi s-a căsătorit cu Pavel I al Rusiei, un membru al Casei de Holstein-Gottorp). Ei au avut doi fii: Augustus (născut în 1783) și Georg (născut în 1784).

## Deces
La vârsta de 20 de ani, Frederica a murit în urma complicațiilor unui avort, la Viena, la 24 noiembrie 1785. Soțul ei nu s-a mai recăsătorit. El i-a succedat vărului său Wilhelm ca Mare Duce de Oldenburg în 1823, la mulți ani după moartea Fredericăi.